# 0376

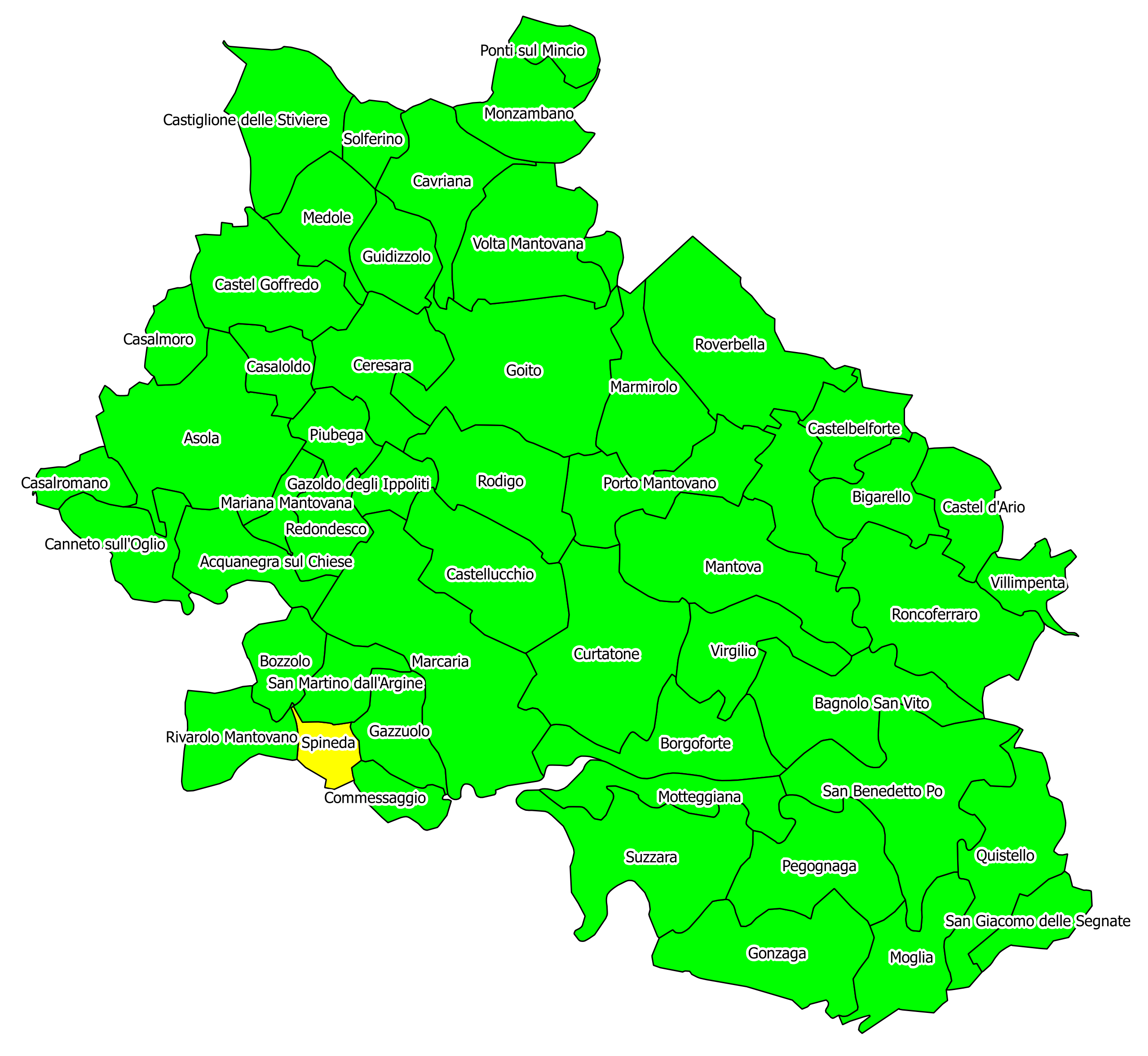
In verde i comuni della provincia di Mantova, in giallo quelli di Cremona

0376 è il prefisso telefonico del distretto di Mantova, appartenente al compartimento di Milano.
Il distretto comprende la parte occidentale della provincia di Mantova, oltre al comune di Spineda (CR). Confina coi distretti di Verona (045) a nord-est, di Legnago (0442) e  Ostiglia (0386) a est, di Mirandola (0535) a sud-est, di Modena (059) e Reggio nell'Emilia (0522) a sud, di Casalmaggiore (0375) e di Cremona (0372) a ovest e di Brescia (030) a nord-ovest.

## Aree locali e comuni
Il distretto di Mantova comprende 52 comuni compresi nelle 5 aree locali di Asola, Bozzolo (ex settori di Bozzolo e Rodigo), Guidizzolo (ex settori di Castiglione delle Stiviere e Guidizzolo), Mantova (ex settori di Mantova, Roncoferraro e Roverbella) e Suzzara (ex settori di San Benedetto Po e Suzzara). I comuni compresi nel distretto sono: Acquanegra sul Chiese, Asola, Bagnolo San Vito, Borgo Virgilio, Bozzolo, Canneto sull'Oglio, Casalmoro, Casaloldo, Casalromano, Castel d'Ario, Castel Goffredo, Castelbelforte, Castellucchio, Castiglione delle Stiviere, Cavriana, Ceresara, Commessaggio, Curtatone, Gazoldo degli Ippoliti, Gazzuolo, Goito, Gonzaga, Guidizzolo, Mantova, Marcaria, Mariana Mantovana, Marmirolo, Medole, Moglia, Monzambano, Motteggiana, Pegognaga, Piubega, Ponti sul Mincio, Porto Mantovano, Quistello, Redondesco, Rivarolo Mantovano, Rodigo, Roncoferraro, Roverbella, San Benedetto Po, San Giacomo delle Segnate, San Giorgio Bigarello, San Martino dall'Argine, Solferino, Spineda (CR), Suzzara, Villimpenta e Volta Mantovana.